# Protogygia enalaga
Protogygia enalaga là một loài bướm đêm trong họ Noctuidae.